# (7866) Sicoli
(7866) Sicoli es un asteroide que forma parte del cinturón de asteroides y fue descubierto el 13 de octubre de 1982 por Edward L. G. Bowell desde la Estación Anderson Mesa, en Flagstaff, Estados Unidos.

## Designación y nombre
El asteroide Sicoli recibió inicialmente la designación de 1982 TK.
Con posterioridad, en 1999, se le designó (7866) Sicoli en honor del astrónomo italiano Piero Sicoli.

## Características orbitales
Sicoli orbita a una distancia media de 2,428 ua del Sol, pudiendo alejarse hasta 2,939 ua y acercarse hasta 1,918 ua. Su excentricidad es 0,2101 y la inclinación orbital 3,48 grados. Emplea 1382 días en completar una órbita alrededor del Sol. El movimiento de Sicoli sobre el fondo estelar es de 0,2605 grados por día.

## Características físicas
La magnitud absoluta de Sicoli es 13,3.